# Еббсфліт Юнайтед
ФК «Еббсфліт Юнайтед» (англ. Ebbsfleet United Football Club) — англійський футбольний клуб з міста Норсфліт, заснований у 1946 році. Виступає в Національній лізі Півдня. Домашні матчі приймає на стадіоні «Стоунбрідж Роуд», потужністю 6 000 глядачів.